# Lucy Akhurst
Lucy Akhurst-Webster (Londra, 18 novembre 1970) è un'attrice britannica.
Ha lavorato in molti film inglesi ma anche in film italiani, come La bestia nel cuore con Giovanna Mezzogiorno e Luigi Lo Cascio.

## Filmografia parziale
- La bestia nel cuore (2005)
- Hotel Portofino – serie TV, 10 episodi (2022-2023)
- Una spia tra noi - Un amico leale fedele al nemico (A Spy Among Friends) – miniserie TV, 5 puntate (2022)

## Doppiatrici italiane
- Giò Giò Rapattoni in Hotel Portofino
- Barbara Pitotti in Una spia tra noi - Un amico leale fedele al nemico